# Zamaje
Zamaje – część wsi Jadowniki w Polsce, położona w województwie świętokrzyskim, w powiecie starachowickim, w gminie Pawłów.
W latach 1975–1998 Zamaje administracyjnie należało do województwa kieleckiego.